# Iphidamas
Iphidamas is een naam uit de Griekse mythologie die op twee personages kan slaan:
- Iphidamas, de zoon van Antenor (Troje) en de kleinzoon van Gisses. Hij vocht aan Trojaanse zijde in de Trojaanse Oorlog. Hij werd gedood door Agamemnon.[1]
- Iphidamas, een van de vrijers van Penelope in de Bibliotheca van Apollodorus.[2]